# Phygadeuon meridionator
Phygadeuon meridionator är en stekelart som först beskrevs av Aubert 1960.  Phygadeuon meridionator ingår i släktet Phygadeuon och familjen brokparasitsteklar. Inga underarter finns listade i Catalogue of Life.